# Kołbiel
Kołbiel ist ein Dorf sowie Sitz der gleichnamigen Landgemeinde im Powiat Otwocki der Woiwodschaft Masowien, Polen.

## Gemeinde
Zur Landgemeinde Kołbiel gehören folgende 29 Ortschaften mit einem Schulzenamt:
Antoninek
Bocian
Borków
Chrosna
Chrząszczówka
Człekówka
Dobrzyniec
Gadka
Głupianka
Gózd
Karpiska
Kąty
Kołbiel
Lubice I
Lubice II
Nowa Wieś
Oleksin
Podgórzno
Radachówka
Rudno
Rudzienko
Sępochów
Siwianka
Skorupy
Stara Wieś Druga
Sufczyn
Teresin
Władzin
Wola Sufczyńska
Weitere Orte der Gemeinde sind Bolechówek, Kujawki und Wilczarz.